# Whitehouse (band)
Whitehouse was een Engelse band, die bestond van 1980 tot 2008 en naamgever werd van het subgenre power electronics in de industrial-muziek.
Oprichter van de band was William Bennett. Hij begon als een gitarist voor Essential Logic. In 2009 beweerde Bennett dat Yoko Ono een belangrijke inspiratiebron was.
Na een periode van inactiviteit in de tweede helft van de jaren 80 produceerde Whitehouse een serie albums, opgenomen met de Amerikaanse audio-ingenieur Steve Albini, te beginnen met The Thank Your Lucky Stars uit 1990. Albini werkte tot 1998 met de band, toen Bennett alle productietaken op zich nam.
De band had in de jaren vele verschillende overige leden.
Bennett beëindigde Whitehouse in 2008 om zich te concentreren op zijn Cut Hands-project. 
Whitehouse specialiseerde zich in 'extreme elektronische muziek'. Ze stonden bekend om hun controversiële teksten en beeldspraak, waarin sadistische seks, verkrachting, vrouwenhaat, seriemoorden, eetstoornissen, kindermishandeling, neo-nazi-fetisjisme en andere vormen van geweld en afkeer werden uitgebeeld.
Whitehouse is ontstaan toen eerdere industrial acts zoals Throbbing Gristle en SPK zich afkeerden van lawaai en extreme geluiden en relatief meer conventionele muziekgenres omarmden. In tegenstelling tot deze trend wilde Whitehouse de geluiden en fascinatie van deze eerdere groepen voor extreme onderwerpen voortzetten. Daarbij lieten ze zich inspireren door enkele eerdere experimentele muzikanten en kunstenaars zoals Alvin Lucier, Robert Ashley en Yoko Ono, evenals door schrijvers als Marquis de Sade.